# Costa Marques
Costa Marques é um município brasileiro do estado de Rondônia. Localiza-se a uma latitude 12º26'42" sul e a uma longitude 64º13'38" oeste, estando a uma altitude de 140 metros.  Sua população estimada em 2010 foi de 13.700 habitantes. Possui uma área de 5140,6 km².

## História
No século XVII havia na foz do Rio São Domingos, no Guaporé, uma povoação chamada Palmela, onde se instalara a Missão São José. Segundo registros de historiadores, o nome Palmela foi escolhido por um comerciante de Cuiabá, devido a uma tribo Caraíbas que habitava a região. Em 14 de março de 1769, D. Luís Pinto de Souza, governador da Capitania de Mato Grosso, determinou que fossem trocados os nomes de vários lugares, dentre eles o de São José, que passaria a se chamar Leomil, e o Sítio das Pedras, de Destacamento de Palmela.
Francisco Chianca, um dos desbravadores da região do Rio Guaporé, seringalista, narrou que devido à queda nos preços da borracha, pela depressão ocorrida no fim da Primeira Guerra Mundial, a companhia que financiava os seringalistas se retirou da área, não deixando outra opção, senão a fuga do lugar. Chianca construiu um tapiri à beira do Rio Guaporé, na foz do Rio São Domingos, local conhecido como Porto da Barra de São Domingos. No dia 19 de janeiro de 1920, relata Chianca que o Dr. Espiridião da Costa Marques, engenheiro e ilustre político mato-grossense, descia o Rio Guaporé, com destino ao Posto Fiscal de Guajará-Mirim e, ao cair da tarde, no Porto da Barra do São Domingos, parou para pernoitar no tapiri de Chianca. O anfitrião, impressionado com a cultura do visitante, após a sua partida, no dia seguinte, escreveu num pedaço de caixa de sabão Porto Costa Marques, fixando a tabuleta à beira do barranco. Daí surgiu o nome do futuro município.

## Patrimônio edificado
- Real Forte Príncipe da Beira